# Deutsche Meisterschaften im Eisschnelllauf 2016/Teilnehmer
An den Deutschen Meisterschaften im Eisschnelllauf 2016 nahmen 16. Vereine teil. Es waren insgesamt 56 Athleten, davon waren 22 Damen und 34 Herren am Start.

## Berliner Turn- und Sportclub
| Athleten          | Wettbewerbe        | Zeit           | Rang   |
| ----------------- | ------------------ | -------------- | ------ |
| Damen             |                    |                |        |
| Lea-Sophie Scholz | Massenstart        | 9:22,96        | 11     |
| Lea-Sophie Scholz | 2 × 500 Meter      | 84,590         | 4      |
| Lea-Sophie Scholz | 1000 Meter         | 1:24,42        | 8      |
| Lea-Sophie Scholz | 1500 Meter         | 2:15,31        | 11     |
| Tabea Theurich    | 2 × 500 Meter      | NC             | n/a    |
| Tabea Theurich    | 1000 Meter         | 1:23,39        | 4      |
| Tabea Theurich    | 1500 Meter         | 2:09.56        | 6      |
| Tabea Theurich    | 3000 Meter         | 4:34,08        | 8      |
| Herren            |                    |                |        |
| Alexander Bismar  | Massenstart        | 8:36,78        | 5      |
| Alexander Bismar  | 2 × 500 Meter      | NC             | n/a    |
| Alexander Bismar  | 1000 Meter         | 1:16,67        | 11     |
| Alexander Bismar  | 1500 Meter         | 1:57,81        | 16     |
| Alexander Bismar  | Allround-Mehrkampf | NC             | n/a    |
| Julius Frendel    | Massenstart        |                | DQ     |
| Julius Frendel    | Allround-Mehrkampf | 164,824 Punkte | 4      |
| Jonas Pflug       | 5000 Meter         | 6:42,54        | Silber |
| Jonas Pflug       | Massenstart        | 8:41,46        | 6      |

## Chemnitzer Skatergemeinschaft
| Athleten  | Wettbewerbe      | Zeit           | Rang |
| --------- | ---------------- | -------------- | ---- |
| Herren    |                  |                |      |
| Nico Ihle | 2 × 500 Meter    | 71.050         | Gold |
| Nico Ihle | 1000 Meter       | 1:09.79        | Gold |
| Nico Ihle | Sprint-Mehrkampf | 140,495 Punkte | Gold |

## Crimmitschauer Polizeisportverein
| Athleten         | Wettbewerbe        | Zeit    | Rang |
| ---------------- | ------------------ | ------- | ---- |
| Herren           |                    |         |      |
| Fridtjof Petzold | Massenstart        | 8:49.04 | 15   |
| Fridtjof Petzold | 2 × 500 Meter      | NC      | n/a  |
| Fridtjof Petzold | 1000 Meter         | 1:15.07 | 10   |
| Fridtjof Petzold | 1500 Meter         | 1:56.80 | 12   |
| Fridtjof Petzold | Allround-Mehrkampf | NC      | n/a  |

## Deutscher Eisschnelllauf-Club „Frillensee“ Inzell
| Athleten               | Wettbewerbe        | Zeit           | Rang   |
| ---------------------- | ------------------ | -------------- | ------ |
| Damen                  |                    |                |        |
| Roxanne Dufter         | 1500 Meter         | 1:57.77        | Silber |
| Roxanne Dufter         | 3000 Meter         | 4:14.99        | 4      |
| Gabriele Hirschbichler | Massenstart        | 9:15.28        | 5      |
| Gabriele Hirschbichler | 1000 Meter         | 1:16.54        | Gold   |
| Gabriele Hirschbichler | 1500 Meter         | 1:57.67        | Gold   |
| Herren                 |                    |                |        |
| Florian Becker         | Massenstart        |                | DQ     |
| Joel Dufter            | Massenstart        | 8:22.39        | Silber |
| Joel Dufter            | 2 × 500 Meter      | NC             | n/a    |
| Joel Dufter            | 1000 Meter         | 1:49.06        | Silber |
| Joel Dufter            | 1500 Meter         | 1:47.90        | Bronze |
| Moritz Geisreiter      | Massenstart        | 8:23.99        | 7      |
| Moritz Geisreiter      | Allround-Mehrkampf | 156,850 Punkte | Gold   |
| Hubert Hirschbichler   | Massenstart        | 8:25.08        | 8      |
| Hubert Hirschbichler   | 1000 Meter         | 1:10.60        | Bronze |
| Hubert Hirschbichler   | 1500 Meter         | 1:47.90        | Silber |

## Eisbären Juniors Berlin
| Athleten          | Wettbewerbe        | Zeit           | Rang   |
| ----------------- | ------------------ | -------------- | ------ |
| Damen             |                    |                |        |
| Bente Kraus       | Massenstart        | 8:56.62        | Bronze |
| Bente Kraus       | 3000 Meter         | 4:12.18        | Bronze |
| Bente Kraus       | 5000 Meter         | 7:18.06        | Bronze |
| Bente Kraus       | Allround-Mehrkampf | NC             | NC     |
| Claudia Pechstein | Massenstart        | 8:56.42        | Gold   |
| Claudia Pechstein | 3000 Meter         | 4:08.08        | Gold   |
| Claudia Pechstein | 5000 Meter         | 7:07.26        | Gold   |
| Claudia Pechstein | Allround-Mehrkampf | 164,742 Punkte | Gold   |

## Eislauf-Verein Dresden
| Athleten      | Wettbewerbe        | Zeit     | Rang   |
| ------------- | ------------------ | -------- | ------ |
| Herren        |                    |          |        |
| Clemens Gawer | Massenstart        | 8:31.36  | 11     |
| Clemens Gawer | 5000 Meter         | 6:51.06  | 4      |
| Clemens Gawer | 10.000 Meter       | 14:24.18 | Silber |
| Clemens Gawer | Allround-Mehrkampf | n/a      | NC     |

## Eisschnelllauf Club Chemnitz
| Athleten         | Wettbewerbe      | Zeit           | Rang   |
| ---------------- | ---------------- | -------------- | ------ |
| Damen            |                  |                |        |
| Luise Nieke      | 2 × 500 Meter    | n/a            | NC     |
| Luise Nieke      | 1000 Meter       | 1:23.57        | 6      |
| Luise Nieke      | 1500 Meter       | 2:11.87        | 8      |
| Luise Nieke      | Sprint-Mehrkampf | 166,495 Punkte | Bronze |
| Herren           |                  |                |        |
| Noel Müller      | Massenstart      | 8:31.47        | 12     |
| Noel Müller      | 1000 Meter       | 1:13.94        | 7      |
| Noel Müller      | 1500 Meter       | 1:54.00        | 8      |
| Philipp Steinert | 1000 Meter       | 1:12.61        | 4      |
| Philipp Steinert | 1500 Meter       | 1:50.93        | 4      |

## Eisschnelllauf Club Dynamo Frankfurt
| Athleten        | Wettbewerbe | Zeit    | Rang |
| --------------- | ----------- | ------- | ---- |
| Herren          |             |         |      |
| Paul Galczinsky | 1000 Meter  | 1:17.43 | 12   |
| Paul Galczinsky | 1500 Meter  | 1:57.51 | 14   |

## Eisschnelllauf-Club Grefrath 1992
| Athleten         | Wettbewerbe      | Zeit           | Rang   |
| ---------------- | ---------------- | -------------- | ------ |
| Damen            |                  |                |        |
| Katja Franzen    | 2 × 500 Meter    | 79.940         | Silber |
| Katja Franzen    | Sprint-Mehrkampf | 163,145 Punkte | Silber |
| Tamara Kapischke | Sprint-Mehrkampf | 170,630 Punkte | 4      |
| Herren           |                  |                |        |
| Johannes Brunner | Massenstart      | 8:31.05        | 10     |
| Johannes Brunner | 2 × 500 Meter    | NC             | n/a    |
| Johannes Brunner | 1000 Meter       | 1:14.64        | 9      |
| Johannes Brunner | 1500 Meter       | 1:55.13        | 10     |
| Berend de Haas   | Massenstart      | 8:39.75        | 13     |

## Eissport & Schlittschuh Club 2007 Berlin
| Athleten   | Wettbewerbe | Zeit    | Rang |
| ---------- | ----------- | ------- | ---- |
| Herren     |             |         |      |
| Paul Tonat | 1000 Meter  | 1:17.44 | 13   |
| Paul Tonat | 1500 Meter  | 1:57.45 | 13   |

## Eissportclub Erfurt
| Athleten            | Wettbewerbe        | Zeit           | Rang   |
| ------------------- | ------------------ | -------------- | ------ |
| Damen               |                    |                |        |
| Jessica Beckert     | 3000 Meter         | 4:25.12        | 6      |
| Jessica Beckert     | 5000 Meter         | 7:28.84        | 4      |
| Jessica Beckert     | Allround-Mehrkampf | 177,178 Punkte | Bronze |
| Stephanie Beckert   | Massenstart        | 8:56.83        | 7      |
| Stephanie Beckert   | 3000 Meter         | 4:10.52        | Silber |
| Stephanie Beckert   | 5000 Meter         | 7:09.37        | Silber |
| Stephanie Beckert   | Allround-Mehrkampf | 172,909 Punkte | Silber |
| Roxanne Dufter      | Massenstart        | 8:58.07        | 8      |
| Lydia Reinländer    | Massenstart        | 9:01.08        | 9      |
| Lydia Reinländer    | 2 × 500 Meter      | NC             | n/a    |
| Lydia Reinländer    | 1500 Meter         | 2:09.91        | 7      |
| Lydia Reinländer    | 3000 Meter         | 4:31.10        | 7      |
| Sophie Reinländer   | Massenstart        | 9:20.68        | 10     |
| Sophie Reinländer   | 1000 Meter         | 1:22.02        | Bronze |
| Sophie Reinländer   | 1500 Meter         | 2:06.62        | 4      |
| Sylvie Zehmisch     | 2 × 500 Meter      | NC             | n/a    |
| Sylvie Zehmisch     | 1500 Meter         | 2:08.36        | 5      |
| Sylvie Zehmisch     | 3000 Meter         | 4:34.70        | 9      |
| Herren              |                    |                |        |
| Patrick Beckert     | Massenstart        | 8:22.08        | Gold   |
| Patrick Beckert     | 1500 Meter         | 1:47.69        | Gold   |
| Patrick Beckert     | 5000 Meter         | 6:19.75        | Gold   |
| Pedro Beckert       | Massenstart        | 8:22.46        | Bronze |
| Pedro Beckert       | 1500 Meter         | 1:53.18        | 6      |
| Nils Behlau         | Massenstart        |                | DQ     |
| Nils Behlau         | 2 × 500 Meter      | NC             | n/a    |
| Nils Behlau         | 1500 Meter         | 1:56.13        | 11     |
| Denis Dressel       | Massenstart        | 8:39.86        | 14     |
| Denis Dressel       | Sprint-Mehrkampf   | 145,375 Punkte | Silber |
| Manuel Gras         | 5000 Meter         | 6:52.81        | 5      |
| Manuel Gras         | 1500 Meter         | 1:52.74        | 5      |
| Valentin Lustermann | 2 × 500 Meter      | NC             | n/a    |
| Valentin Lustermann | 1500 Meter         | 1:57.75        | 15     |
| Felix Maly          | 5000 Meter         | 6:45.41        | Bronze |
| Felix Maly          | 10.000 Meter       | 14:15.86       | Gold   |
| Felix Maly          | Allround-Mehrkampf | 172,909 Punkte | Silber |
| Jeremias Marx       | Massenstart        | 8:30.89        | 4      |
| Jeremias Marx       | 2 × 500 Meter      | NC             | n/a    |
| Jeremias Marx       | 1500 Meter         | 1:54.04        | 9      |
| Jeremias Marx       | 5000 Meter         | 6:54.54        | 6      |
| Christoph Müller    | Massenstart        |                | DQ     |
| Christoph Müller    | 2 × 500 Meter      | 74.770         | Bronze |
| Christoph Müller    | 1000 Meter         |                | DQ     |
| Sebastian Richter   | 2 × 500 Meter      | 73.820         | Silber |
| Sebastian Richter   | 1000 Meter         | 1:14.03        | 8      |
| Sebastian Richter   | Sprint-Mehrkampf   | 147,305 Punkte | Bronze |
| Maximilian Strübe   | 1000 Meter         | 1:12.77        | 5      |
| Maximilian Strübe   | Sprint-Mehrkampf   | 148,015 Punkte | 4      |

## Eissportverein Berlin 08
| Athleten            | Wettbewerbe      | Zeit           | Rang   |
| ------------------- | ---------------- | -------------- | ------ |
| Damen               |                  |                |        |
| Kimberly Günzel     | Massenstart      |                | DQ     |
| Kimberly Günzel     | 2 × 500 Meter    | NC             | n/a    |
| Kimberly Günzel     | 1000 Meter       | 1:25.37        | 10     |
| Nicole Kowalewskij  | Massenstart      | NC             | n/a    |
| Nicole Kowalewskij  | 1000 Meter       | 1:25.23        | 9      |
| Nicole Kowalewskij  | 1500 Meter       | 2:11.98        | 9      |
| Nicole Kowalewskij  | 3000 Meter       | 4:44.55        | 10     |
| Franziska Kühn      | 2 × 500 Meter    | 81.510         | Bronze |
| Franziska Kühn      | 1000 Meter       | 1:23.49        | 5      |
| Isabell Ost         | Massenstart      | 8:56.93        | 4      |
| Isabell Ost         | 1500 Meter       | 2:00.98        | Bronze |
| Isabell Ost         | 3000 Meter       | 4:15.77        | 5      |
| Michelle Uhrig      | Massenstart      | 8:56.51        | Silber |
| Herren              |                  |                |        |
| Alexander Schneider | 2 × 500 Meter    | NC             | n/a    |
| Alexander Schneider | 1000 Meter       | 1:17.61        | 14     |
| Alexander Schneider | 1500 Meter       | 2:00.60        | 18     |
| Florian Kämmerer    | Sprint-Mehrkampf | 151,230 Punkte | 5      |
| Willi Koschel       | Massenstart      | 8:30.69        | 9      |
| Kenneth Stargardt   | 2 × 500 Meter    | NC             | n/a    |
| Kenneth Stargardt   | 1000 Meter       | 1:17.97        | 15     |
| Kenneth Stargardt   | 1500 Meter       | 2:03.32        | 19     |

## Münchener Eislauf-Verein von 1883
| Athleten       | Wettbewerbe   | Zeit    | Rang |
| -------------- | ------------- | ------- | ---- |
| Herren         |               |         |      |
| Hendrik Dombek | Massenstart   |         | DQ   |
| Hendrik Dombek | 2 × 500 Meter | NC      | n/a  |
| Hendrik Dombek | 1000 Meter    | 1:13.22 | 6    |
| Hendrik Dombek | 1500 Meter    | 1:52.74 | 7    |

## Olympischer Eisschnelllauf-Club Frankfurt
| Athleten      | Wettbewerbe        | Zeit           | Rang   |
| ------------- | ------------------ | -------------- | ------ |
| Herren        |                    |                |        |
| Felix Rijhnen | Allround-Mehrkampf | 161,331 Punkte | Bronze |

## Sport-Club Charlottenburg
| Athleten        | Wettbewerbe   | Zeit    | Rang |
| --------------- | ------------- | ------- | ---- |
| Damen           |               |         |      |
| Pia-Marie Powik | Massenstart   | 9:20.85 | 6    |
| Pia-Marie Powik | 2 × 500 Meter | NC      | n/a  |
| Pia-Marie Powik | 1000 Meter    | 1:23.65 | 7    |
| Pia-Marie Powik | 1500 Meter    | 2:12.64 | 10   |

## Turn- und Sportverein Vorwärts 1891 Mylau
| Athleten     | Wettbewerbe      | Zeit           | Rang   |
| ------------ | ---------------- | -------------- | ------ |
| Damen        |                  |                |        |
| Denise Roth  | 2 × 500 Meter    | 79.150         | Gold   |
| Denise Roth  | 1000 Meter       | 1:20.66        | Silber |
| Denise Roth  | Sprint-Mehrkampf | 161,775 Punkte | Gold   |
| Herren       |                  |                |        |
| Michael Roth | 2 × 500 Meter    | NC             | n/a    |
| Michael Roth | 1000 Meter       | 1:18.08        | 16     |
| Michael Roth | 1500 Meter       | 1:59.18        | 17     |